# Bani (rivière)
Pour les articles homonymes, voir Bani.
Le Bani est une rivière d'Afrique occidentale qui traverse le Mali oriental. C'est un affluent du Niger.

## Géographie

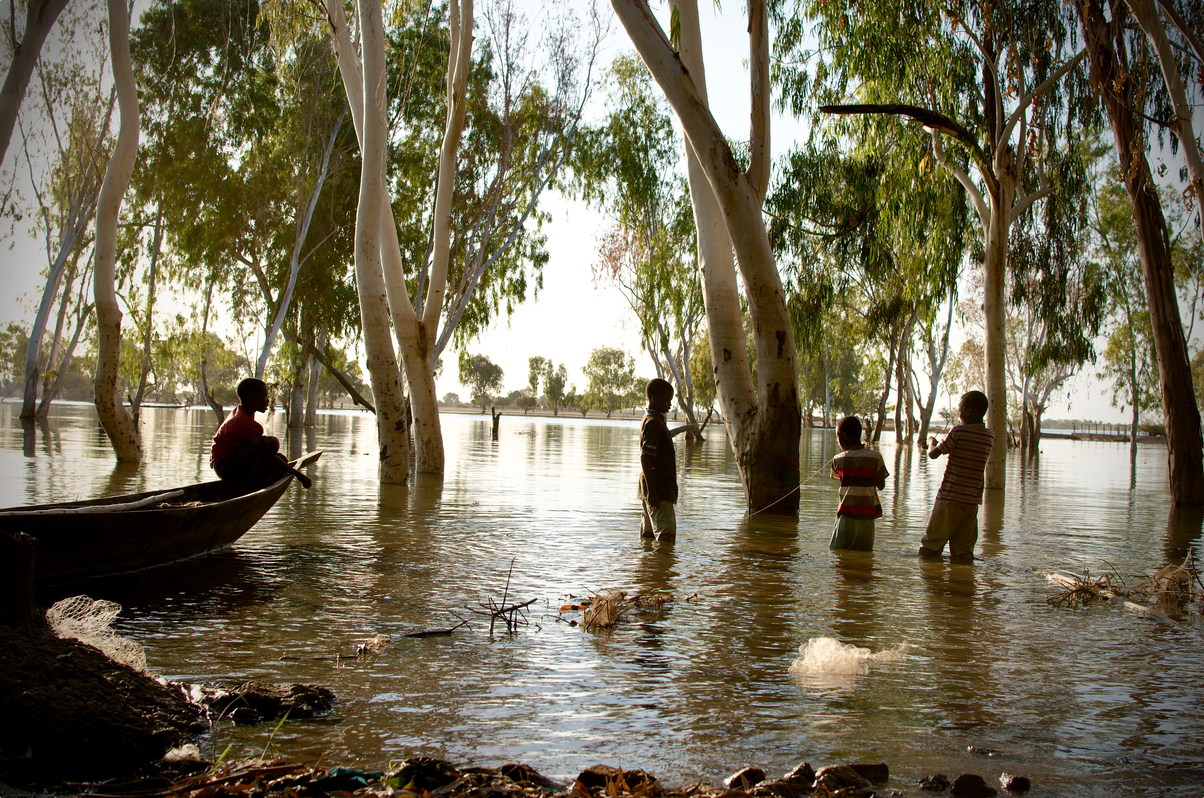
Enfants pêchant dans le Bani à Teriya Bugu (Mali).

Il naît de la confluence du Baoulé et de son affluent le Bagoé, tous deux venus de Côte d'Ivoire. Depuis cet endroit jusqu'à la fin de son parcours, sa longueur est de 430 km. Cependant, en ajoutant la longueur du  Baoulé, qui est considéré comme cours supérieur du Bani, la longueur totale du Bani est de plus ou moins 775 kilomètres.   
Il se jette dans le Niger en rive droite, à hauteur de Mopti. Auparavant, dès Djenné, il émet une série de bras qui le quittent en rive gauche et contribuent à l'alimentation du grand delta intérieur du Niger.

## Affluents
- Le Baoulé, qui est en fait le cours supérieur du Bani et naît en Côte d'Ivoire.
- Le Bagoé (rive droite). Également issu de la Côte d'Ivoire.
- Le Banifing (rive droite). Issu du Burkina Faso.

## Villes traversées

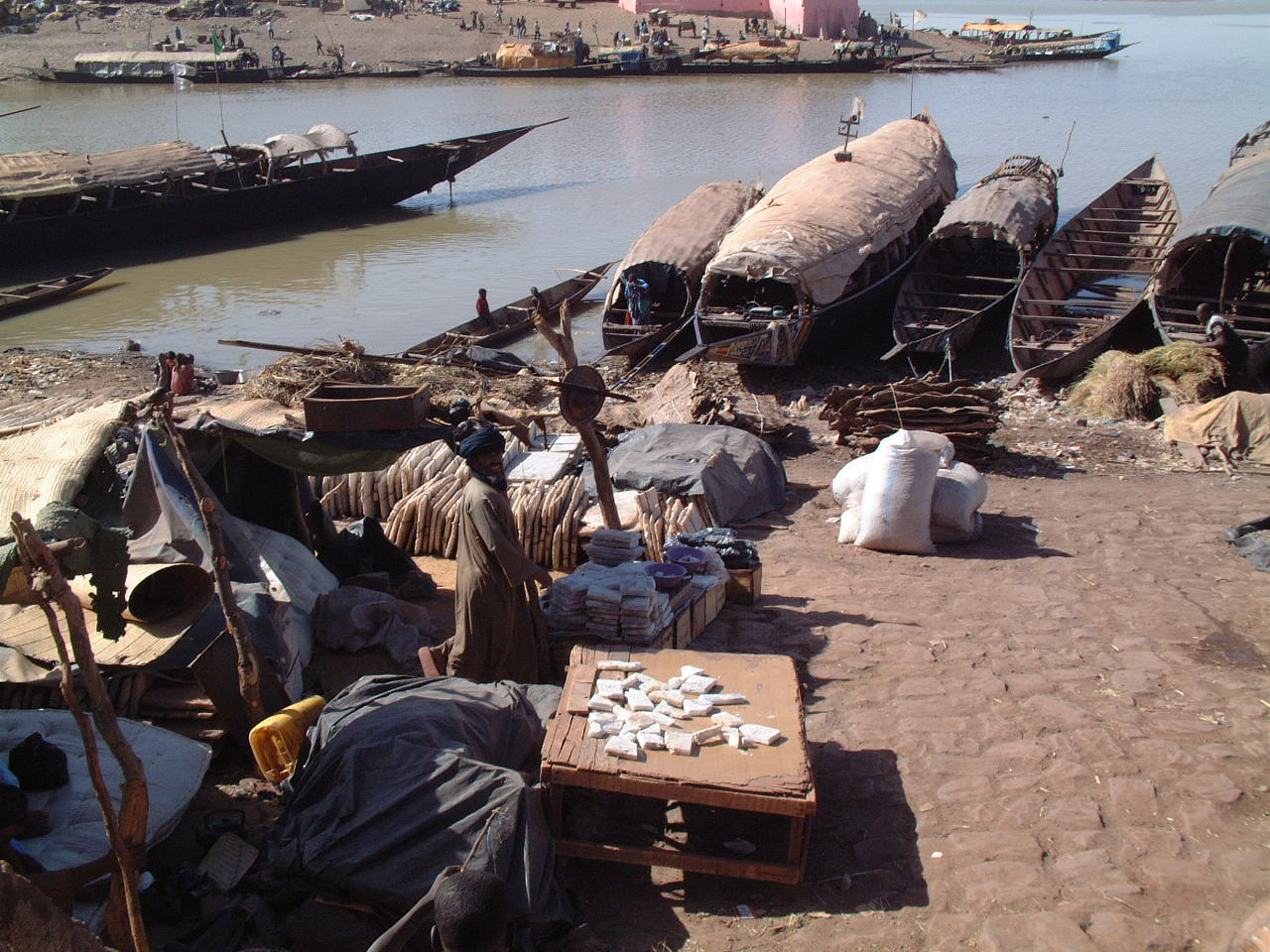
Mopti, pinasses au bord du Bani.

- Djenné, Mopti

## Hydrométrie - Les débits à Douna
Le débit de la rivière a été observé pendant 63 ans (1922-1984) à Douna, localité située près de la ville de Zinzana, peu avant l'irruption du Bani dans le delta intérieur du Niger, à plus ou moins 150 kilomètres du confluent avec le Niger à Mopti. 
À Douna, le débit annuel moyen ou module observé sur cette période était de 513 m3/s pour un bassin versant de plus ou moins 101 600 km2, soit plus de 95 % de la totalité de ce dernier.
La lame d'eau écoulée dans l'ensemble du bassin atteint ainsi le chiffre de 159 millimètres par an.
Le Bani est un cours d'eau assez abondant, mais il est fort irrégulier et connait de longues périodes d'étiage. Sur la durée d'observation de 63 ans, le débit mensuel minimal a été de 0 m3/s (rivière complètement à sec), tandis que le débit mensuel maximal s'élevait à 4 090 m3/s.